# 良すた
「良すた」（いいすた）は、2017年4月5日に発売されたきゃりーぱみゅぱみゅの14枚目のシングル。
曲名は「イースターソング」と「良いスタート」をかけたタイトルとなっている。

## 収録曲
全作詞・作曲・編曲：中田ヤスタカ
1. 良すた[3:00]
イオン「Let's start EASTER party!」CMソング
2. とどけぱんち[2:58]
グリコ「アイスの実」CMソング
4th アルバム「じゃぱみゅ」収録
3. 最&高-extended mix-[4:24]
4. 良すた-instrumental-[3:00]
5. とどけぱんち-instrumental-[2:58]

## ミュージックビデオ
初の女性監督とタッグを組んでのミュージックビデオ撮影が注目された作品。
ミュージックビデオのコンセプトは「卵の王国」となっていてきゃりーぱみゅぱみゅ自身が卵の王国の女王を務める。ミュージックは念入りにリハーサルが行われ、神奈川県某所にて撮影が行われた
- 監督 - 佐渡恵理子
- 衣装デザイナー - 飯嶋久美子
- ヘアメイク - スズキミナコ